# Брсково (Мојковац)
Брсково је насеље у општини Мојковац у Црној Гори. Према попису из 2003. било је 276 становника (према попису из 1991. било је 297 становника).

## Историја
Брсково (лат.Brescoa ) је у средњем вијеку било привредно средиште, које се, према вриједности производње и остварених прихода, могло поредити са градовима у Приморју. Помиње се у повељама, од 1254. године. Стефан Урош Први Немањић (1243-1276) дозвољава (прије 1254. године) да се на подручју Брскова населе њемачки рудари , Саси. Они оснивају трг Брсково и настањују се у њему. Отворили су руднике и почели експлоатацију руде сребра. Трговци су у овом мјесту образовали колоније, од којих је нарочито значајна дубровачка. У Брскову је радила ковница новца , прије 1277. године. Ковао се сребрни „брсковски динар“ (лат. Grossi de Brescova) . Брсковска тврђава (звана и Градина) у средњем вијеку је служила за заштиту комплекса рудника Брсково . У њој се налазила и ковница сребрног новца (динара) као и складиште сребра. Рударско-трговачко насеље, трг, за вријеме свог највећег процвата је прерасло у мањи град, око 1280. године. Почетком XIV вијека, значај Брскова почиње да опада, да би од 1350. године потпуно опао. Османлије заузимају трг 1399. године, а Дубровчани га у једном тексту из 1433. године убрајају у напуштена мјеста.

## Демографија
У насељу Брсково живи 207 пунолетних становника, а просечна старост становништва износи 35,2 година (34,2 код мушкараца и 36,2 код жена). У насељу има 79 домаћинстава, а просечан број чланова по домаћинству је 3,49.
Становништво у овом насељу веома је хетерогено.
|  |

| Демографија | Демографија | Демографија |
| Година      | Становника  | Становника  |
| ----------- | ----------- | ----------- |
|             |             |             |
|             |             |             |
|             |             |             |
|             |             |             |
| 1948.       | 30          |             |
| 1953.       | 74          |             |
| 1961.       | 129         |             |
| 1971.       | 179         |             |
| 1981.       | 261         |             |
| 1991.       | 297         | 294         |
| 2003.       | 277         | 276         |
|             |             |             |

| Етнички састав према попису из 2003.‍ | Етнички састав према попису из 2003.‍ | Етнички састав према попису из 2003.‍ | Етнички састав према попису из 2003.‍ | Етнички састав према попису из 2003.‍ |
| ------------------------------------ | ------------------------------------ | ------------------------------------ | ------------------------------------ | ------------------------------------ |
|                                      |                                      |                                      |                                      |                                      |
| Срби                                 | Срби                                 |                                      | 152                                  | 55,07%                               |
| Црногорци                            | Црногорци                            |                                      | 113                                  | 40,94%                               |
| Бошњаци                              | Бошњаци                              |                                      | 5                                    | 1,81%                                |
| Муслимани                            | Муслимани                            |                                      | 1                                    | 0,36%                                |
| непознато                            | непознато                            |                                      | 1                                    | 0,36%                                |

| Година пописа     | 1948. | 1953. | 1961. | 1971. | 1981. | 1991. | 2003. |
| ----------------- | ----- | ----- | ----- | ----- | ----- | ----- | ----- |
| Број домаћинстава | 0     | 0     | 0     | 0     | 0     | 0     | 79    |

| Број чланова      | 1  | 2  | 3  | 4  | 5  | 6  | 7 | 8 | 9 | 10 и више | Просек |
| ----------------- | -- | -- | -- | -- | -- | -- | - | - | - | --------- | ------ |
| Број домаћинстава | 79 | 15 | 10 | 14 | 19 | 12 | 6 | 1 | 0 | 0         | 2      |

| Пол    | Укупно | Неожењен/Неудата | Ожењен/Удата | Удовац/Удовица | Разведен/Разведена | Непознато |
| ------ | ------ | ---------------- | ------------ | -------------- | ------------------ | --------- |
| Мушки  | 114    | 47               | 61           | 5              | 1                  | 0         |
| Женски | 107    | 27               | 59           | 17             | 4                  | 0         |
| УКУПНО | 221    | 74               | 120          | 22             | 5                  | 0         |

| Пол    | Укупно                    | Пољопривреда, лов и шумарство | Рибарство                            | Вађење руде и камена | Прерађивачка индустрија       |
| ------ | ------------------------- | ----------------------------- | ------------------------------------ | -------------------- | ----------------------------- |
| Мушки  | 47                        | 11                            | 0                                    | 0                    | 6                             |
| Женски | 12                        | 3                             | 0                                    | 0                    | 1                             |
| УКУПНО | 59                        | 14                            | 0                                    | 0                    | 7                             |
| Пол    | Производња и снабдевање   | Грађевинарство                | Трговина                             | Хотели и ресторани   | Саобраћај, складиштење и везе |
| Мушки  | 2                         | 2                             | 5                                    | 2                    | 4                             |
| Женски | 0                         | 0                             | 1                                    | 1                    | 0                             |
| УКУПНО | 2                         | 2                             | 6                                    | 3                    | 4                             |
| Пол    | Финансијско посредовање   | Некретнине                    | Државна управа и одбрана             | Образовање           | Здравствени и социјални рад   |
| Мушки  | 0                         | 0                             | 9                                    | 2                    | 0                             |
| Женски | 0                         | 0                             | 1                                    | 0                    | 4                             |
| УКУПНО | 0                         | 0                             | 10                                   | 2                    | 4                             |
| Пол    | Остале услужне активности | Приватна домаћинства          | Екстериторијалне организације и тела | Непознато            | Непознато                     |
| Мушки  | 3                         | 0                             | 0                                    | 1                    | 1                             |
| Женски | 1                         | 0                             | 0                                    | 0                    | 0                             |
| УКУПНО | 4                         | 0                             | 0                                    | 1                    | 1                             |